# Dąb Król Nieznanowa
Król Nieznanowa – dąb rosnący w uroczysku Nieznanowo w Puszczy Białowieskiej (obwód na wys. 130 cm od nasady pnia – 608 cm, wys. 38 m). Jest to dąb o jednej z największych strzelistości pnia spośród białowieskich dębów. Pierwsze konary odchodzą od pnia na wys.18 m. Drzewo ma kolumnowy pień, ciekawie osadzony w gruncie. Od roku 1988 obserwowało  się stopniowe zamieranie drzewa. Jeszcze w 2007 roku dwie nieduże gałęzie pokryte były liśćmi.
W 2009 roku dąb zamarł.
Już w latach 30. XX wieku pojawiał się na zdjęciach prezentowany w międzywojennych czasopismach poświęconych ochronie przyrody. Do wojewódzkiego rejestru drzew pomnikowy dąb został wpisany pod koniec lat 50. Od połowy lat 60. XX wieku obwód pnia wzrósł o ok. 45 cm.